# استان تیرا دل فوئگو (آرژانتین)
استان  تیرا دل فوئگو ، یکی از ایالات ۲۳ گانه آرژانتین، واقع در جنوب کشور می‌باشد که با هیچ‌یک از ایالات مرز مشترک ندارد. در واقع تیرا دل فوئگو جزیره ایست که توسط تنگه ماژلان از قاره آمریکا جدا شده‌است و شامل سه قسمت است:
- بخش شرقی جزیره بزرگ تیرا دل فوئگو متعلق به آرژانتین و بخش غربی آن (زیر همین نام) در مالکیت شیلی است.
- جزایر فالکلند (مالویناس)، جورجیای جنوبی و ساندویچ جنوبی، مناطقی خودگردان در تملک بریتانیای کبیر می‌باشد که آرژانتین ادعای مالکیت آن را دارد.
- منطقه جنوبگان که سه کشور آرژانتین، بریتانیا و شیلی ادعای مالکیت آن را دارند.

## مشخصات
- مرکز: اوشوآیا
- مساحت: ۲۲٬۵۲۴ کیلومترمربع (مساحت مناطق مورد ادعا ۱٬۰۰۲٬۴۴۵ می‌باشد)
- جمعیت: ۱۰۱٬۰۷۹ (تا ۲۰۰۱)
- فرماندار: فابیانا ریوس

## تاریخچه
جوان‌ترین استان آرژانتین، ۱۲ هزار سال پیش مسکونی بود. تیرا دل فوئگو پیش از ورود اسپانیایی‌ها به آمریکای جنوبی زیستگاه بومیان (قبایل الاکالوف، یامانا، سلکنام و مانکنک) بود. ۵۰ سال پس از کشف منطقه، بیشتر بومیان به سبب شیوع بیماری‌هایی چون آبله مرغان و سرخک از بین رفتند. مرکز استان، اوشوایا است و در زبان بومیان به معنای " خلیج رو به انتها " است.
فردیناند ماژلان در سال ۱۵۲۰ نخستین کسی بود که منطقه را مشاهده نمود. به سبب دود و آتشی که بومیان تولید کرده بودند، او منطقه را " سرزمین دود " نامید. بعدها این نام به سرزمین آتش (تیرا دل فوئگو) تغییر یافت.
بعدها خوان ده آلده رته (۱۵۵۵) و پدرو سارمینتو در پی تأسیس سکونتگاه‌هایی برآمدند اما به موجب آب و هوای خشن و حملات مکرر دزدان دریایی بریتانیایی ناکام ماندند. استان میزبان اکتشاف گران هلندی، فرانسوی، اسپانیایی و بریتانیایی نیز بود. گابریل ده کاستیا پیش از اکتشاف جنوبگان به منطقه رسید. البته روبرت فیتزروی و چارلز داروین نیز قبلاً پا به منطقه گذاشته بودند.
در سال ۱۸۲۸ آرژانتین از پوئرتو لوئیز در جزایر فالکلند برای موارد کیفری استفاده می‌کرد اما در سال ۱۸۸۳ دولت بریتانیا از نماینده آرژانتین، خوزه ماریا پینه دو " خواست تا نیروهای آن کشور، جزیره را ترک کنند.
لوئیز پیدرابوئنا پایگاهی در سان خوان سالوامنتو در جزیره استادوس (واقع در شرق تیرا دل فوئگو که توسط تنگه لومر از آن جدا می‌شود) تأسیس کرد. " جامعه مبلغان آمریکای جنوبی " که یک انجمن مذهبی وابسته به بریتانیا بود، تحت سرپرستی وایت استرلینگ؛ در سال ۱۸۶۹ شهر اوشوایا را به عنوان مقر تبلیغی آنگلیکان تأسیس نمود. به‌طور مشابه و کمی پس از آن، " جامعه کاتولیک سیلزی‌ها " sales نیز ریوگرانده را به عنوان مقر تبلیغی خود ایجاد کردند.
بخش جنوبی کانال بیگل، تنگه‌ای که جزایر ناوارینو، اوسته، لندن دری، پیکتون، لنوکس و نوئوا (متعلق به شیلی) را از تیرا دل فوئگو جدا می‌کند، نیز بین آرژانتین و بریتانیا مورد مناقشه بود.
با بالاگرفتن تب طلا، کروات‌های بسیاری از دالماتیا به تیرا دل فوئگو آمدند. این مهاجرت‌ها جنبه‌های مثبتی چون ایجاد خطوط تلگراف داشت. بزودی آشکار شد که دشت‌های شمالی منطقه مکان مناسبی برای مزرعه داری و گله داری است، بدین ترتیب لاتیفوندی‌های (املاک کشاورزی) وسیعی ایجاد شد.
علاوه بر کروات‌ها، مهاجرانی از اسکاتلند، ایتالیا و باسک، گالیسیای اسپانیا برای کار در مزارع پرورش گله و زمینداری به استان آمدند.
در سال ۱۹۴۳ پایگاه‌های دریایی و هوایی در ریوگرانده و اوشوایا تأسیس شد. همچنین در سال ۱۹۹۰ منطقه ملی تیرا دل فوئگو و جزایر وابسته به آن، استقلال خود را به عنوان استان به دست آورد.

## جغرافیا و اقلیم
استان از نظر جغرافیایی به سه ناحیه مجزا تقسیم می‌شود: جزایر تیرا دل فوئگو، جنوبگان و جزایر آتلانتیک جنوبی

### جزایر تیرا دل فوئگو
در شمال جزیره کوه‌های کم ارتفاع با سواحل شنی با شیبی به سوی جنوب می‌باشند. این ناحیه در به استپ استان سانتاکروز شباهت دارد. در ارتفاعات مرکز جزیره، قله‌های بلندی مانند کورنو (۱۴۹۰ متر) و رودهای کوچکی چون گرانده، اونا و مونه تا وجود دارد. به سبب دمای پایین در این منطقه توده‌های یخی کوچک بسیاری وجود دارد.
دمای هوای متوسط در جزیره ۵ درجه می‌باشد. میزان بارش متوسط نیز در شمال ۳۰۰ م. م؛ و در جنوب ۵۵۰ میلیمتر بوده‌است.

### جنوبگان

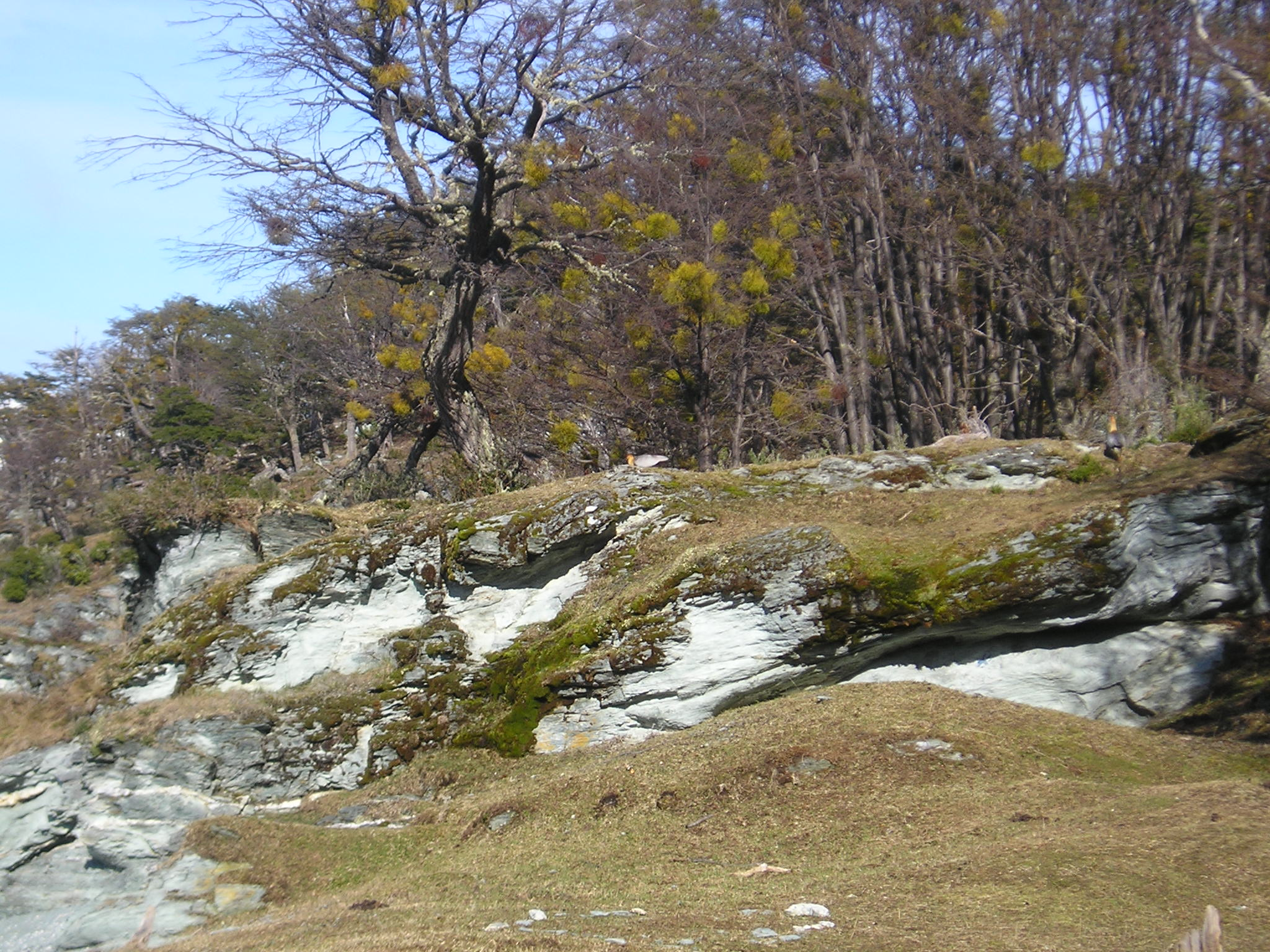

بخشی از جنوبگان که مورد ادعای آرژانتین است باآب و هوایی سرد و پرباد شامل پالمار و دریای ودل است. بلندترین قله این قسمت، چیریگوانو با ۳۳۶۰ متر ارتفاع است.

### جزایر آتلانتیک جنوبی
این قسمت استان که شامل جزایر مورد مناقشه فالکلند، جورجیای جنوبی و ساندویچ جنوبی و جزایر اورکنی جنوبی است اقلیمی مرطوب با پوشش گیاهی متراکم (به جز فالکلند) دارد.
جزایر فالکلند از سایر مناطق کم باران تر است و عمدتاً از خلنگ زار تشکیل یافته‌است.

## اقتصاد
استان تیرا دل فوئگو با تولید ناخالص داخلی برابر۶/۲ میلیارد دلار در سال ۲۰۰۶ و درآمد سرانه ۲۵۷۰۰ از ایالات در حال توسعه می‌باشد.
تکیه گاه اقتصادی استان، دامپروری (۵ درصد اقتصاد استان)، پرورش گوسفند و تولید پشم و گوشت است. مانند سایر ایالات جنوبی و در بخش معدن نیز، در تیرا دل فوئگو گاز طبیعی و نفت وجود دارد طوری که ۲۰ درصد اقتصاد استان را تشکیل می‌دهد.
در بخش خدمات، صنعت جهانگردی منبع درآمدزایی می‌باشد. جاذبه‌های گردشگری استان عبارتند از:
پارک ملی تیرا دل فوئگو
دریاچه فاگنانو
کانال بیگل
فانوس دریایی لز اکلرور
زندان قدیمی در جزیره استادوس
موزه " انتهای دنیا "
حیات وحش در مارامبیو
پس از جنگ فالکلند از شمار مهاجران کاسته شد.

## تقسیمان سیاسی
استان به ۴ بخش (دپارتمان) تقسیم می‌شود. دو بخش اول عملاً تحت مالکیت آرژانتین است.
۱ – بخش اوشوایا
۲ – بخش ریوگرانده
۳ – بخش آنتارتیدا (جنوبگان)
۴ – بخش جزایر آتلانتیک جنوبی: جزایر مالویناس (فالکلند)، اورکنی جنوبی، شتلند جنوبی، جورجیای جنوبی و ساندویچ جنوبی که مورد ادعای بریتانیا نیز هست.